# كارولين لبكي
كارولين لبكي مخرجة منتجة وممثلة لبنانية

## حياتها
حاصلة على شهادة الماجستير في فن التواصل من جامعة السوربون في باريس، بالإضافة إلى شهادة الماجستير في الصحافة- لغة فرنسية هي أخت المخرجة نادين لبكي 

## مشوارها المهني
بدأت مسيرتها المهنية بالعمل في بعض التلفزيونات الفرنسية والبرازيلية أخرجت العديد من الأفلام الثقافية والاجتماعية والوثائقية والتقارير وإنتاج الإعلانات وأفلام شركات، أسست شركة الإنتاج الخاصة بها LUMENS" كذلك خاضت تجربة الإذاعة من خلال تقديمها منذ العام 2003 فقرة فكاهية في برنامج "La B onne Humeur" الصباحي الذي يقدّمه تانغي على اذاعة Light FM كما تُدرّس في الجامعة اللبنانية و جامعة ألبا كما انها عضو في لجنة التحكيم في"Socially Relevant Film Festival " في نيويورك وغيرها من المهرجانات السينمائية، قامت بإخراج العديد من الأغاني المصورة لعدة فنانين من الوطن العربي

## أعمالها

### في الإخراج
- (2010): Les Couleurs de l’infamie.
- (2020): 175

### في التمثيل
- (2003):رماد
- (2007):كاراميل
- (2011):وهلأ لوين ؟
- (2013):غدي

### في الفيديو كليب
- حسام حبيب (لسه)
- رامي عياش (يا مسهر عيني، حبيتك أنا)
- سيرين عبدالنور [5](ليلة من الليالي، إرجع تاني)
- كارول سماحة (غالي علي، اسمعني، شو حلوة الحياة)
- ألين خلف (صدفة)[6]
- محمد حماقي (يا أنا يا أنت)
- ياسر (يللي)
- ريدا بطرس (ولا بتحبني)
- ميرفا القاضي (كل دقيقة ، ابعد عنه)
- إيوان (مغني) (قلبي سهران)
- علي الحجار (يا بنات بيروت)
- مي حريري (يا بتاع الغرام)
- دينا حايك (ليه حنضيع ، كتبتلك)
- حسنا المغربية (مرسول الحب)

## وصلات خارجية
- كارولين لبكي على موقع قاعدة بيانات الأفلام العربية